# Svatý Václav (film)

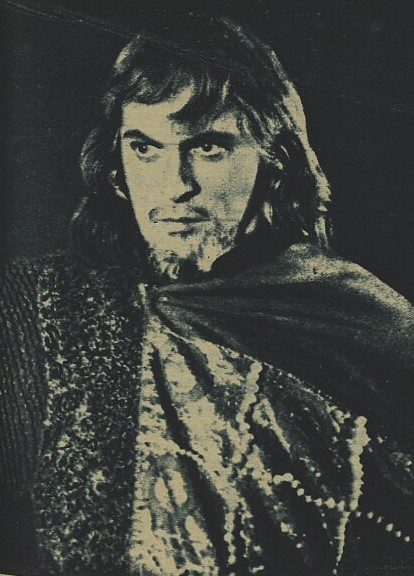
Zdeněk Štěpánek jako svatý Václav ve stejnojmenném filmu, 1929

Svatý Václav je český němý černobílý film z roku 1930. Představuje první snímek o svatém Václavovi. Natočen byl na přelomu let 1929/1930 při příležitosti svatováclavského milénia, jeho premiéra proběhla 4. dubna 1930, kdy již byly v Československu uváděny první zvukové filmy. Titulní roli vytvořil Zdeněk Štěpánek. Režisér Jan Stanislav Kolár natočil výpravný historický obraz, jenž byl nejnákladnějším snímkem, u nás dosud vyrobeným. Na strahovské pláni byly postaveny rozsáhlé exteriérové stavby obou knížecích hradů, zalidněné při natáčení tisícihlavým komparsem. Na vysoké úrovni obrazu se podíleli kameramani Otto a Heller, Karel Kopřiva, Jan Stallich a Václav Vích. Němá verze byla doprovázena živou filmovou hudbou skladatelů Oskara Nedbala a Jaroslava Křičky, při premiéře ji hrál čtyřicetičlenný orchestr řízený dirigentem Janem Elsnicem. Koncem roku 1930 byla vytvořena ozvučená verze filmu s nahranou hudbou a film byl znovu uveden do kin. V roce 2009 objevil muzikolog Viktor Velek v archivu Katedrály svatého Víta, Václava a Vojtěcha neúplný a neuspořádaný notový materiál k původní hudbě, která byla 80 let považována za ztracenou. Partituru nově zrekonstruoval dirigent a skladatel Jan Kučera, 28. září 2010 ji v obnovené premiéře provedl se Symfonickým orchestrem Českého rozhlasu a následně natočil na DVD.

## Poznámka
V historickém kontextu československé i české kinematografie šlo o první pokus natočit historický velkofilm na nějaké závažné společenské téma. Film měl ve své době velkou publicitu, mimo jiné také proto, že peníze na jeho výrobu byly získány výhradně z veřejné sbírky - šlo tedy fakticky o nekomerční záležitost, v té době velmi ojedinělou a poměrně unikátní. Na stavbu dřevěných staveb v exteriéru tehdy také zcela netypicky a ojediněle přispěl i československý stát, na 40 vagónů dřeva tehdy věnoval 1 milión československých korun. Tehdy šlo, mimo jiné, také o to, že v roce 1929 proběhly velké státní oslavy svatováclavského milénia, za účasti prezidenta republiky T.G. Masaryka, neboť datum 28. září 929 bylo tehdy považováno za datum úmrtí knížete Václava.

## Obsazení
| Zdeněk Štěpánek         | svatý kníže český Václav                                                     |
| Jan W. Speerger         | kníže český Boleslav, Václavův bratr                                         |
| Věra Baranovskaja       | kněžna česká Ludmila, Václavova a Boleslavova bába                           |
| Dagny Servaes           | kněžna česká Drahomíra, Václavova a Boleslavova matka                        |
| Jindřich Edl            | stařešina Čechů                                                              |
| Theodor Pištěk          | velekněz z pohanské doby / vladyka Košvan, velitel stráží / hodující vladyka |
| Bohumil Heš             | kníže velkomoravský Svatopluk                                                |
| Gustav Svojsík          | svatý věrozvěst Metoděj                                                      |
| Jan Stanislav Kolár     | kníže český Bořivoj, Ludmilin muž                                            |
| Jiří Steimar            | kníže český Vratislav, Václavův a Boleslavův otec                            |
| Josef Loskot            | vladyka Skeř                                                                 |
| Máňa Ženíšková          | Radmila, Skeřova dcera                                                       |
| Anita Janová            | Přibyslava, Václavova a Boleslavova sestra                                   |
| Josef Rovenský          | barbar, zajatec na Velehradě                                                 |
| Emil Focht              | správce hradu Podiven                                                        |
| Jindřich Lhoták         | kněz boleslavský Krastěj                                                     |
| Josef Novák             | vladyka Hněvsa                                                               |
| Jan Marek               | vrah Česta, člen Boleslavovy družiny                                         |
| Vladimír Majer          | vrah Týra, člen Boleslavovy družiny                                          |
| F. X. Mlejnek           | vrah Tuža, člen Boleslavovy družiny                                          |
| Václav Vydra            | král východofranský Jindřich I. Ptáčník                                      |
| Karel Schleichert       | vévoda Arnulf Bavorský                                                       |
| Raymond Guérin          | princ Gero, Jindřichův synovec                                               |
| Otto Zahrádka           | kníže Radslav Zlický                                                         |
| Vladimír Slavínský      | vladyka Vojemír                                                              |
| Jaroslav Vojta          | biskup řezenský Tuto / vladyka Klen                                          |
| Alois Charvát           | slepý věštec s varytem                                                       |
| Jaro Hykman             | pacholík z Tetína                                                            |
| Emil Dlesk              | Gomon, vrah na Tetíně                                                        |
| Přemysl Pražský         | Tuna, vrah na Tetíně                                                         |
| Eduard Šimáček          | žebrák boleslavský                                                           |
| Jaroslav Marvan         | kníže slovanský, Přibyslavin muž                                             |
| Nája Reti               | Soběslava, dívka z Ludmiliny družiny                                         |
| Fred Bulín              | kněz Chrastěj                                                                |
| František Kovářík       | arabský kupec s látkami                                                      |
| Anna Turečková          | žena vladyky Klena                                                           |
| Saša Dobrovolná         | matka vladyky Klena                                                          |
| Josef Šváb-Malostranský | klerik na říšském sněmu                                                      |
| Růžena Gottliebová      | dívka z Ludmiliny družiny                                                    |
| Věra Hlavatá            | dívka z Ludmiliny družiny                                                    |
| Ludmila Dostálová       | dívka z Ludmiliny družiny                                                    |

## Tvůrci a štáb
| Jan Stanislav Kolár | režie |
| Oskar Nedbal        | hudba |
| Jaroslav Křička     | hudba |